# Sous la terre meurtrie
Pour plus de détails, voir Fiche technique et Distribution.
Sous la terre meurtrie (Six Days) est un film américain réalisé par Charles Brabin, sorti en 1923.

## Fiche technique
- Titre original : Six Days
- Titre français : Sous la terre meurtrie
- Réalisation : Charles Brabin
- Scénario : Ouida Bergère d'après le roman d'Elinor Glyn
- Photographie : John J. Mescall
- Pays de production : États-Unis
- Format : Noir et blanc - 1,33:1 - Film muet
- Genre : drame
- Durée : 90 minutes
- Date de sortie : 1923

## Distribution
- Corinne Griffith : Laline Kingston
- Frank Mayo : Dion Leslie
- Myrtle Stedman : Olive Kingston
- Claude King : Lord Charles Chetwyn
- Maude George : Clara Leslie
- Spottiswoode Aitken : Pere Jerome
- Charles Clary : Richard Kingston